# Burkhard Schmid
Burkhard Schmid (* 1955 in Frankfurt am Main) ist ein deutscher Hörspielregisseur.

## Leben
Schmid studierte Germanistik, Theaterwissenschaften und Philosophie in Marburg und Berlin und besuchte Schauspielkurse von Schülern Lee Strasbergs und Jerzy Grotowskis. Er war Mitglied des Wandertheaters Hundertfleck und trat in den USA zwei Monate mit dem New York Street Theater Caravan auf. Er schrieb Übersetzungen und Radioadaptionen für das Hörspiel und führte in mehr als 120 Hörspielen Regie.
Harald Brandts Worte des Meeres in den Wind geschrieben und Heinz von Cramers Unerwartete Ereignisse. Eine schwarze Komödie in seiner Regie wurden im Juni 1994 bzw. Mai 2012 Hörspiel des Monats. Für seine Regie in von Cramers Unerwartete Ereignisse erhielt er 2013 den Kurd-Laßwitz-Preis. Für Neil MacGregors Deutschland. Erinnerungen einer Nation wurde er 2016 in der Kategorie „Bestes Sachhörbuch“ mit dem Deutschen Hörbuchpreis als Regisseur ausgezeichnet.

## Hörspiele (Auswahl)
- 1968/69: Mitwirkung als Sprecher in acht von insgesamt elfHörspielen beim Hessischen Rundfunk.

- 1984: Alfred Probst: Un Ruh’ is! (Original-Hörspiel, Kurzhörspiel, Science-Fiction-Hörspiel – HR)
- 1986: Fitzgerald Kusz: Normal (Kurzhörspiel – HR)
- 1987: Ekkes Frank: Science Fiction als Radiospiel: Mitemans message (Originalhörspiel, Science-Fiction-Hörspiel – SDR)
- 1988: Hanns-Peter Karr: Hallo Nachbar (Kurzhörspiel – HR)
- 1989: Christian Bieniek: Vierundzwanzigster Zwölfter (Kurzhörspiel – HR)
- 1990: Hans Krenz: Wir bleiben hübsch draußen (Hörspiel – HR)
- 1991: Ursula Muhr: Dialog im Bett (Kurzhörspiel – HR)
- 1992: Dieter Philippi: Auf den Flügeln von Adlern (Originalhörspiel – RB)
- 1993: Steffi Lemp: Schüler machen Umweltradio: Enttäuschte Liebe. Ein Ökodram (Originalhörspiel, Amateurhörspiel, Kurzhörspiel – HR)
- 1993: Christian Bieniek: Ausflüge (Originalhörspiel, Kurzhörspiel – HR)
- 1994: Harald Brandt: Worte des Meeres in den Wind geschrieben (Originalhörspiel – HR/Deutschlandradio)
  - Auszeichnung: Hörspiel des Monats Juni 1994
- 1994: Christian Bieniek: Viererpack: Zimmer frei (Originalhörspiel, Kurzhörspiel – HR)
  - Auszeichnung: Hörspiel des Monats August 1994
- 1994: Thomas Worm: Stichwort: Kinderalltag: Das zweite Leben der Video-Gladis (Originalhörspiel, Kinderhörspiel – HR)
- 1995: John von Düffel: Das schlechteste Hörspiel der Welt oder Eine Biographie über Niemand (Originalhörspiel, Monolog – RB)
- 1995: Christian Bieniek: Zwei gegen einen (4 Folgen) (Originalhörspiel, Kurzhörspiel – HR)
- 1996: Claudia Schlenger: Urlaubsfreuden (Originalhörspiel, Mundarthörspiel, Kurzhörspiel – HR)
- 1997: Stephan Ahlf: Retsina rot. Ein Epos über Männerfreundschaft und das freie Unternehmertum in 19 Gesängen und einem Abgesang (20 Folgen) (Originalhörspiel, Kurzhörspiel – HR)
- 1998: Alfred Probst: Unter den Wolken (Originalhörspiel, Kurzhörspiel – HR)
- 1999: Jiří Kratochvil: Großmutter feiert ihren neunundneunzigsten Geburtstag (Hörspielbearbeitung – RB/SFB)
- 2000: Alfred Probst: Wortwörtlich: Sollten Sie sich angesprochen fühlen (auch Komposition) (Originalhörspiel, Kurzhörspiel – HR)
- 2002: Kai Hensel: Weg in den Dschungel (auch Bearbeitung (Wort)) (Hörspielbearbeitung – RB/Holger Rink)
- 2003: Roberto Bazlen: Dichter am Meer – Horizonte, Passagen, Landgänge: Der Kapitän (Hörspielbearbeitung – RB)
- 2003: Jan Friedhoff: Die Kinder bringen den Müll raus (Originalhörspiel – SR/Deutschlandradio/RB)
- 2007: Hans Magnus Enzensberger: Der Zahlenteufel (3 Teile) (Originalhörspiel, Kinderhörspiel – HR)
  - Auszeichnung: hr2-Hörbuchbestenliste Kinder- und Jugendhörbücher September 2006 (2. Platz)
- 2012: Heinz von Cramer: Unerwartete Ereignisse. Eine schwarze Komödie (Originalhörspiel – HR)
  - Auszeichnungen: Hörspiel des Monats Mai 2012 und Kurd-Laßwitz-Preis 2013 (Bestes deutschsprachiges SF-Hörspiel)